# Demetrios Kalopothakes
Demetrios M. Kalopothakes (griechisch Δημήτριος Καλοποθάκης, deutsche Transliteration: Dimitrios Kalopothakis, * 20. August 1867 in Athen; † 2. Juli 1946 ebd.) war ein evangelischer Grieche und Historiker.

## Leben
Sein Vater war Michail Kalopothakis aus Sparta und seine Mutter die Amerikanerin Martha, geborene Blackler. Kalopothakes verlor früh seine Mutter. Er besuchte die Schule von Georgios Manusios und wechselte dann auf das III. Athener Gymnasium, wo er 1883 sein Abitur ablegte. Im selben Jahr begab er sich nach Amerika und immatrikulierte sich in Harvard. Dort erwarb er einen Bachelor der Geschichte und Philologie, bevor er nach Griechenland zurückkehrte. Dort betrieb er einige Zeit archäologische Studien, bevor er 1890 an die Friedrich-Wilhelms-Universität nach Berlin wechselte und dort seine Studien weiterführte. Er studierte bei Ernst Curtius, Hermann Diels, Wilhelm Dilthey, Hirschfeld, Reinhard Kekulé von Stradonitz, Adolf Kirchhoff, Koehler, Max Rothstein, Paul Scheffer-Boichorst, Johannes Vahlen und promovierte in Latein über die römische Provinz Thrakien.
Nach seiner Rückkehr nach Griechenland war er unter anderem einer der Ältesten der Griechischen Evangelischen Kirche. und ein Vorreiter des Christian Endeavour.

## Familie
Seine Schwester Mary Kalopothakes war Ärztin und in der Jugendarbeit der Evangelischen Kirche von Griechenland aktiv.

## Werke
- Leben und Werk des Apostels Paulus. (Ο Βίος Και Το Έργον Του Αποστόλου Παύλου). Εκδόσεις "ο Λόγος" / "Pyrsou", Athen 1933.
- De Thracia Provincia Romana. Typis M. Hoffmanni, Leipzig 1893.
- Ymnologion dia Theian latreian meta mousikēs ekdosis deutera. Athen 1889.
- Ho chōrismos tēs stratiōtekēs kai politikēs exusias kai hē Rōmaikē dioikēsis para tu Katō Dou abin Diatribē epi hyphēgesia. Basil. Typogr. N.G. Inglesē, Athen 1894.
- Hē Anglia kai ho Polemos, dialexis. (Ἡ Ἀγγλία καὶ ὁ Πολεμος, διάλεξις). Athen 1918.
- The settlement of Turkey / by Polybius. Reprint from the Asiatic Review. London 1919.